# Шієу-Мегеруш (комуна)
Шієу-Мегеруш (рум. Șieu-Măgheruș) — комуна у повіті Бистриця-Несеуд в Румунії. До складу комуни входять такі села (дані про населення за 2002 рік):
- Аркалія (821 особа)
- Валя-Мегерушулуй (133 особи)
- Крайнімет (830 осіб)
- Кінтелнік (587 осіб)
- Подірей (119 осіб)
- Серецел (495 осіб)
- Шієу-Мегеруш (896 осіб) — адміністративний центр комуни

Комуна розташована на відстані 324 км на північний захід від Бухареста, 10 км на південний захід від Бистриці, 68 км на північний схід від Клуж-Напоки.

## Населення
За даними перепису населення 2002 року у комуні проживала 3881 особа.
Національний склад населення комуни:
| Національність | Кількість осіб | Відсоток |
| -------------- | -------------- | -------- |
| румуни         | 3391           | 87,4%    |
| цигани         | 443            | 11,4%    |
| угорці         | 45             | 1,2%     |
| німці          | 2              | 0,1%     |

Рідною мовою назвали:
| Мова      | Кількість осіб | Відсоток |
| --------- | -------------- | -------- |
| румунська | 3678           | 94,8%    |
| циганська | 165            | 4,3%     |
| угорська  | 38             | 1,0%     |

Склад населення комуни за віросповіданням:
| Релігія                                       | Кількість осіб | Відсоток |
| --------------------------------------------- | -------------- | -------- |
| православні                                   | 3388           | 87,3%    |
| п'ятдесятники                                 | 332            | 8,6%     |
| баптисти                                      | 79             | 2,0%     |
| реформати                                     | 20             | 0,5%     |
| греко-католики                                | 20             | 0,5%     |
| римо-католики                                 | 18             | 0,5%     |
| адвентисти                                    | 8              | 0,2%     |
| лютерани (Синодально-пресвітеріанська церква) | 2              | 0,1%     |